# Ambrosius Bosschaert el Jove
Ambrosius Bosschaert el Jove (Middelburg, 1 de març de 1609 - Utrecht, 19 de maig de 1645) fou un pintor neerlandès, d'escenes de natures mortes amb flors com el seu pare Ambrosius Bosschaert el Vell.

## Biografia
D'acord amb la RKD, les seves obres es confonen amb les del seu pare, sobretot perquè va pintar en un estil similar i va signar amb la mateixa monografia. Va estar també fortament influït pel seu oncle Balthasar van der Ast. [1] Els seus germans Johannes Bosschaert i Abraham Bosschaert també es van convertir en pintors de flors. Va morir a Utrecht.

## Galeria
- Natura morta amb fruits, (1634-1635).
- Flors amb gerro de vidre, (c.1635).
- Granota morte i mosques, (1630).